# 慕容虔 (前燕)
慕容虔（?—?），昌黎棘城（今辽宁省义县西北）人，前燕宗室，慕容皝的族子。封乐浪王。
357年五月十九日，前燕皇帝慕容儁派抚军将军慕容垂、中军将军慕容虔、护军将军慕容平熙率领步骑兵八万在边境以北彻底攻破敕勒族，斩俘十万余人，缴获马十三万匹，牛羊亿万头。